# Andrzej Abazyn
Andrzej Abazyn, ukr. Андрій Абазин (zm. 20 lutego 1703) – kozacki dowódca wojskowy, jeden z uczestników powstania przeciwko Polsce w końcu XVII wieku i na początku XVIII na prawym brzegu Dniepru. Pułkownik bracławski w latach 1684–1703. Z pochodzenia abazyńczyk.

## Kariera i inne informacje
Był uczestnikiem wspólnego, polsko-kozackiego pochodu przeciwko Turcji na Mołdawię w latach 1686–1687. W 1691–1696 brał udział w pochodach na fortece tureckie Kyzykermen, Bendery, Oczaków, Budziak. Organizował także obronę przeciwko napaściom wojsk turecko-tatarskim.
W latach 1702–1703 stał na czele powstania kozaków bracławszczyzny i Podola przeciwko Rzeczypospolitej. Brał udział w oblężeniu Białej Cerkwi i zdobywał Niemirów i Bar. W lutym 1703 w bojach pod miejscowością Ładyżyn (w obwodzie winnickim) został ciężko ranny i dostał się do niewoli.
Rozkazem hetmana polnego Adama Sieniawskiego był torturowany i wbity na pal w Szarogródzie.